# Anja Hajduk

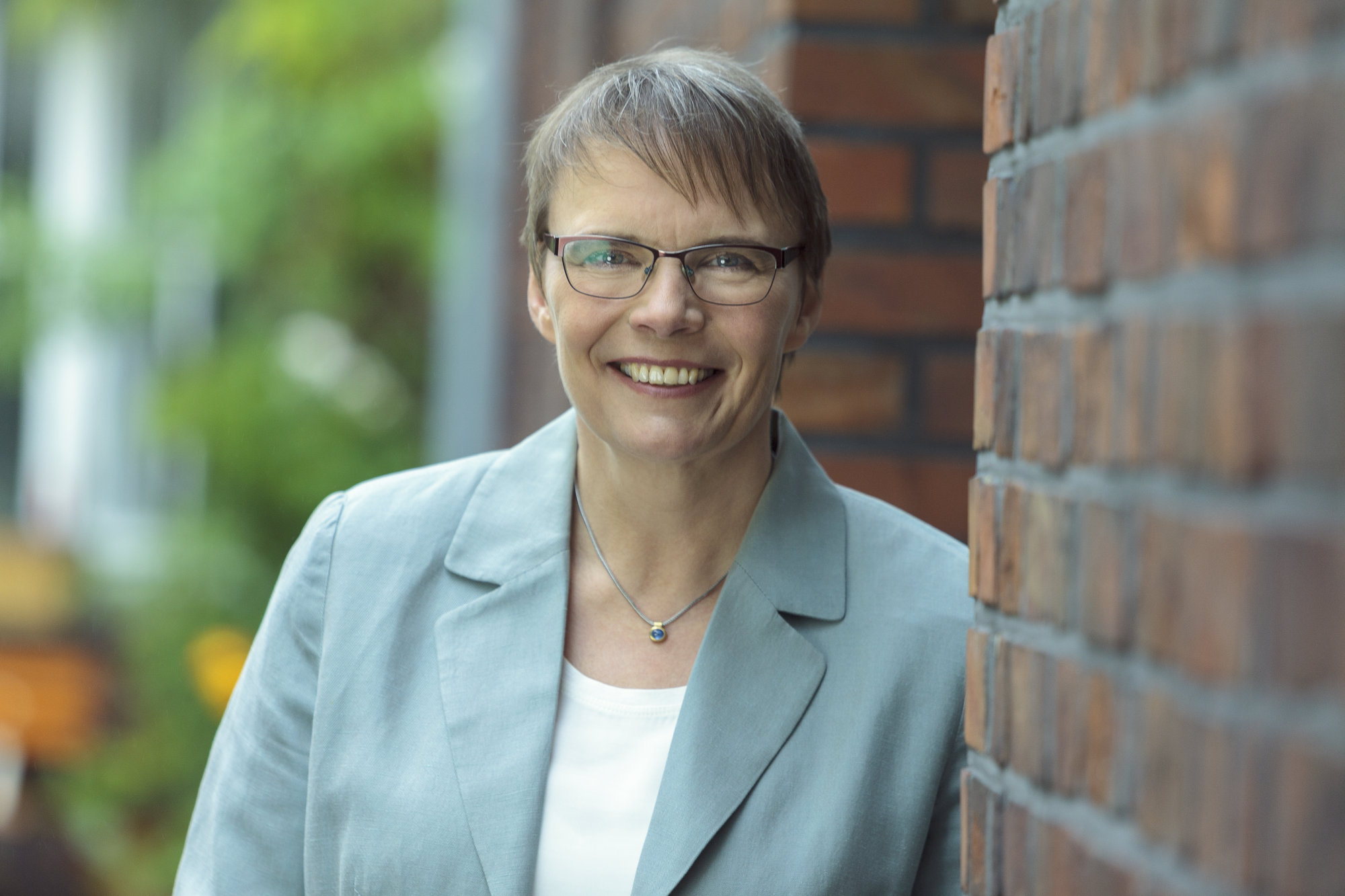
Anja Hajduk, 2017

Anja Margarete Helene Hajduk (* 8. Juni 1963 in Duisburg) ist eine deutsche Politikerin (Bündnis 90/Die Grünen). Sie war von 2021 bis 2025 Staatssekretärin im Bundesministerium für Wirtschaft und Klimaschutz. Zuvor war sie von 2002 bis 2008 sowie von 2013 bis 2021 Mitglied des Deutschen Bundestages. Von 2002 bis 2008 war sie Vorsitzende der Grün-Alternativen Liste und von 2008 bis 2010 Senatorin und Präses der Behörde für Stadtentwicklung und Umwelt von Hamburg.

## Leben und Beruf
Nach dem Abitur 1982 in Duisburg-Homberg absolvierte Hajduk ein Studium der Psychologie an der Heinrich-Heine-Universität Düsseldorf und der Universität Hamburg, das sie 1988 mit dem Diplom abschloss. Von 1989 bis 1997 war sie als angestellte Psychologin im interkulturellen Jugendaustausch tätig.
Hajduk ist ehrenamtliches Mitglied des Aufsichtsrates der Deutschen Gesellschaft für Internationale Zusammenarbeit (GIZ) GmbH in Bonn, Mitglied des Beirates in der Katharinenhof Seniorenwohn- und Pflegeanlage Betriebs-GmbH in Berlin sowie Mitglied des Beirates der Pflegen & Wohnen Hamburg GmbH.
Sie ist kinderlos und mit der ehemaligen Hamburger Schulsenatorin Ute Pape (SPD) liiert.

## Partei
Hajduk wurde 1995 Mitglied von Bündnis 90/Die Grünen und gehörte von September 2000 bis November 2001 dem Vorstand der Grün-Alternativen Liste an. Im April 2002 wurde sie als Nachfolgerin der verstorbenen Kristin Heyne zur Vorsitzenden der Grün-Alternativen Liste gewählt. Diesen Posten gab sie im Juni 2008 nach ihrer Ernennung zur Senatorin ab.
Auf der Bundesdelegiertenkonferenz am 2. Oktober 2004 kandidierte sie für den Posten der frauenpolitischen Sprecherin im Bundesvorstand, unterlag aber Katja Husen.

## Abgeordnete
Von 1997 bis 2002 gehörte Hajduk erstmals der Hamburgischen Bürgerschaft an. Sie war parlamentarische Geschäftsführerin der GAL-Bürgerschaftsfraktion und haushaltspolitische Sprecherin.
Dem Deutschen Bundestag gehörte sie erstmals von 2002 bis 2008 an. Bei der Bundestagswahl 2002 zog sie über Platz 1 der Hamburger Landesliste in den Deutschen Bundestag ein. Sie setzte sich bei ihrer Nominierung gegen Willfried Maier durch. Bei der Bundestagswahl 2005 zog sie über Platz 2 der Hamburger Landesliste in den Deutschen Bundestag ein. Auf Platz 1 kandidierte diesmal Krista Sager, die bei der Bundestagswahl 2002 über Platz 2 der Hamburger Landesliste in den Deutschen Bundestag eingezogen war. Von 2002 bis 2004 war sie stellvertretende Vorsitzende des Haushaltsausschusses und von 2004 bis 2008 haushaltspolitische Sprecherin der Grünen-Bundestagsfraktion.
Bei der Bürgerschaftswahl 2011 kandidierte sie als Spitzenkandidatin der Grün-Alternativen Liste. Sie gewann ein Direktmandat im Wahlkreis Eppendorf – Winterhude und zog damit erneut in die Hamburgische Bürgerschaft ein. Anschließend war sie stellvertretende Vorsitzende der GAL-Bürgerschaftsfraktion und haushaltspolitische Sprecherin.
Von 2013 bis 2021 war sie erneut Mitglied des Deutschen Bundestages. Bei der Bundestagswahl 2013 zog sie über Platz 1 der Hamburger Landesliste in den Deutschen Bundestag ein. In der 18. Wahlperiode war sie Mitglied im Haushaltsausschuss und parlamentarische Geschäftsführerin der Grünen-Bundestagsfraktion. Bei der Bundestagswahl 2017 zog sie erneut über Platz 1 der Hamburger Landesliste in den Deutschen Bundestag ein. In der 19. Wahlperiode war sie erneut Mitglied im Haushaltsausschuss und stellvertretende Vorsitzende der Grünen-Bundestagsfraktion. Bei der Bundestagswahl 2021 kandidierte sie nicht erneut.

## Öffentliche Ämter
Nach der Bürgerschaftswahl 2008 kam es in Hamburg zur Bildung der ersten schwarz-grünen Koalition auf Landesebene und Hajduk wurde am 7. Mai 2008 vom Ersten Bürgermeister Ole von Beust als Senatorin und Präses der Behörde für Stadtentwicklung und Umwelt in den Senat von Beust III berufen. Für Aufsehen sorgte ihre Genehmigung des Neubaus eines Steinkohlekraftwerks in Hamburg-Moorburg am 30. September 2008. Im Wahlkampf war die GAL mit dem Wahlkampfversprechen aufgetreten, den Kraftwerkbau zu verhindern. Allerdings war die Senatorin aus rechtlichen Gründen gezwungen, den Betrieb zu genehmigen. Bei der Landesmitgliederversammlung am 9. Oktober 2008 sprach sich eine Mehrheit der Mitglieder für die Fortsetzung der Koalition aus und hieß damit die Entscheidung der Senatorin gut.
Nach dem Rücktritt von Bürgermeister von Beust gehörte sie zu den neu bestätigten Mitgliedern des Senats von Christoph Ahlhaus. Nach der Aufkündigung der schwarz-grünen Koalition durch die GAL wurden aber am 29. November 2010 alle GAL-Senatsmitglieder durch den Ersten Bürgermeister Christoph Ahlhaus entlassen. Als politische Erfolge konnte sie die Gründung des städtischen Energieversorgungsunternehmens Hamburg Energie und die Einführung des StadtRAD Hamburg verbuchen. Die bis in das Planfeststellungsverfahren entwickelte Planung der ersten Stadtbahnstrecke wurde nach dem Koalitionsbruch durch den Ersten Bürgermeister Ahlhaus ausgesetzt und dann durch den neuen Ersten Bürgermeister Olaf Scholz endgültig gestoppt.
Am 9. Dezember 2021 wurde Hajduk unter Bundesminister Robert Habeck zur Amtschefin und beamteten Staatssekretärin im Bundesministerium für Wirtschaft und Klimaschutz ernannt. Im Zuge der Bildung des Kabinetts Merz schied sie im Mai 2025 aus dem Amt aus.

## Mitgliedschaften
Anja Hajduk ist Mitglied der überparteilichen Europa-Union Deutschland, die sich für ein föderales Europa und den europäischen Einigungsprozess einsetzt. Sie ist außerdem ehrenamtliches Mitglied des Kuratoriums der Stiftung „Lebendige Stadt“ in Hamburg.